# おしゃべりクイーン
「おしゃべりクイーン」(Queen of the Rapping Scene (Nothing Ever Goes the Way You Plan)) は、イギリスのバンド、モダン・ロマンスの楽曲で、女性ボーカルとしてテクノ・ツインズのベヴ・セイジがフィーチャーされている。シングルとして1981年にリリースされ、1982年1月に全英シングル・チャートで最高37位まで上昇し、このヒットにより、バンドは『トップ・オブ・ザ・ポップス』に出演する機会を得た。
B面に「サルサに夢中 (Can You Move)」のアメリカ版 (American Mix) を収録した7インチと12インチのシングルがイギリスでリリースされたほか、同じく1981年にアイルランドで、1982年にはドイツ、オランダ、スペインで７インチ・シングルが出た。日本では、A面/B面を入れ替えて「サルサに夢中」のカップリング曲として1982年にリリースされた。